# Zigzag en chef
Le zigzag en chef ‹ ◌͛ › est un signe diacritique de l’alphabet latin utilisé comme signe abréviatif pour re ou er au Moyen Âge, ou comme signe diacritique indicant un ton abrupt en dialectologie lituanienne.

## Utilisation
Le zigzag en chef a été utilisé comme signe abréviatif pour re ou re en latin au Moyen Âge, comme le tilde vertical. Par exemple, ‹ c͛a › pour ‹ cera ›.
Le zigzag en chef est utilisé en dialectologie lituanienne pour indiquer le ton abrupt, dans cette notation le tilde vertical indique plutôt le ton moyen.